# Hani Ramadan
Pour les articles homonymes, voir Ramadan (homonymie).
Hani Ramadan (en arabe هاني رمضان , en translittération DMG Hānī  Ramaḍān), né le 2 juin 1959 à Genève, est un intellectuel et prédicateur suisse de confession musulmane sunnite originaire d'Égypte.
Avec son frère Tariq Ramadan, il est l'un des fils de Saïd Ramadan et  le petit-fils d'Hassan el-Banna, le fondateur en Égypte en 1928 des Frères musulmans. 
Docteur ès lettres de l'université de Genève, il a enseigné de 1981 à 2003 avant d'être démis de ses fonctions à la suite de la publication d'un article dans lequel il défend le principe de la lapidation des hommes et des femmes adultères. Bien que la décision de licenciement ait été annulée par une commission de recours, il ne réintégrera pas son poste.
Directeur du centre islamique de Genève, Hani Ramadan est l'auteur de plusieurs livres et articles de presse concernant l'islam et sa doctrine, dont certains ont déclenché d'importantes polémiques.
Il est interdit de séjour sur le territoire français depuis avril 2017.

## Biographie
Hani Ramadan est né le 2 juin 1959 à Genève. Il a suivi toute sa scolarité dans les écoles du canton de Genève.
Entré à l'université de Genève, il obtient successivement trois licences ès lettres: la première en littérature française moderne en octobre 1981 (avec un mémoire sur Rimbaud), la deuxième en philosophie en 1983, et la troisième en arabe et islamologie en 1984. En 1990 il reçoit le titre de docteur ès lettres de cette même université, avec une thèse intitulée Une critique de l'argument ontologique dans la tradition cartésienne, sous la direction du futur cardinal Georges Cottier.
En 1981, il enseigne le français au cycle d'orientation de La Golette, dans la région de Genève, à des élèves âgés de 12 à 15 ans.
En 1983, il obtient la nationalité suisse par naturalisation.
Depuis les années 1980, Hani Ramadan tient des conférences au sujet de l'islam. Il publie également des livres sur l'islam, participe à des colloques, des forums et des rencontres interreligieuses.
En 1991, il publie le livre La femme en Islam où il décrit le rôle de la femme conformément à ses convictions religieuses.
En 1995, il reprend la place de son père décédé, en tant que directeur du centre islamique de Genève. Outre la gestion administrative de l'institution, Hani Ramadan exerce des activités d'imam, il y prononce des sermons et dirige des prières. Ses sermons sont publiés sur le site web de l'institution. Il exerce cette fonction à temps plein.
Début 2003, Hani Ramadan est licencié de son poste d'enseignant. Son employeur, le canton de Genève, estime que ses opinions affichées publiquement, ses écrits et son activité d'imam sont incompatibles avec les valeurs de laïcité ainsi que de neutralités politique et religieuse,. Hani Ramadan fait recours contre cette décision et obtient gain de cause après une procédure qui dure deux ans. Son employeur se voit dans l'obligation de le réintégrer au collège de La Golette et lui verser deux années d'arriérées de salaire, il n'occupera cependant plus une place d'enseignant.[réf. souhaitée]
En 2004, il est la cible d'une enquête par les services de renseignements suisses, l’ « opération Memphis » qui fera un scandale révélé par Claude Covassi mais dont il ressort sans être inquiété,.
En 2006, il est recruté par le centre de formation Shâtibî (librairie Tawhid) de Lyon, fondé en 1986 par l'Union des jeunes musulmans (UJM), comme responsable de travaux dirigés[réf. souhaitée].
Il est marié et père de 3 enfants[réf. souhaitée].

### Licenciement de son poste d'enseignant
Hani Ramadan a été enseignant de français entre 1981 et 2002 au Cycle d’orientation de la Golette, situé à Meyrin dans la banlieue genevoise. Son ouvrage La Femme en Islam, dans lequel il explique la différence de statut des hommes et des femmes dans cette religion, parait en 1991 ; le contenu en est jugé discriminatoire par des collègues, en particulier femmes. En 1998, à la suite d'une présentation du livre dans le journal l'Hebdo, un grand hebdomadaire suisse romand, une pétition mettant en question la compatibilité de ses déclarations avec le devoir de réserve des enseignants, signée par une cinquantaine de collègues, est soumise à la présidente de la direction des écoles. Hani Ramadan estime que ses propos ont été déformés. Par ailleurs, ses élèves organisent une pétition en sa faveur et aucune suite n’est donnée, à l’exception d’un rappel au devoir de réserve. En 2000, une nouvelle polémique démarre dans les médias, à la suite d’un appel au djihad qu’il lance à l’occasion d'une manifestation qu’il codirige contre l’occupation israélienne. Hani Ramadan affirme que le djihad qu’il prône n’est en aucun cas violent, et que la presse a encore une fois trahi ses propos. Son employeur estime pour sa part qu’il a enfreint son devoir de réserve, mais ne juge pas nécessaire de donner suite[réf. souhaitée]. 
Le 10 septembre 2002, dans un article du journal le Monde intitulé « La Charia incomprise », Hani Ramadan défend la notion de droit islamique dont « la richesse est reconnue par les plus grands spécialistes du droit comparé ». Il fait référence à la lapidation en la présentant comme une mesure dissuasive pratiquement impossible à appliquer dans la réalité et facilement contournable mais légitime. « parce qu'il s'agit d'une injonction divine, la rigueur de cette loi est éprouvante pour les musulmans eux-mêmes. Elle constitue une punition, mais aussi une forme de purification ». Il établit un parallèle avec le SIDA dont souffrent « ceux qui ont un comportement déviant », en particulier les homosexuels, les personnes pratiquant l'adultère ou consommant de la drogue : ce sont des punitions imposées par Dieu à une humanité pécheresse, qu'il convient d'accepter, mais en montrant de la compassion pour la victime.
Le Département de l'instruction publique (DIP) de Genève estime, sur avis du Conseil d’État, qu’il a enfreint l’obligation de réserve et de neutralité exigées des fonctionnaires et le démet de ses fonctions. Néanmoins, l’enquête ayant relevé qu’il « s’abstient de faire état de ses convictions religieuses directement devant ses élèves », la Commission de recours de l’instruction publique (CRIP) considère qu'il a exercé sa liberté d’expression en toute légalité, puisque dans un cadre sans lien direct avec sa fonction. Elle annule la décision de licenciement lors de deux jugements consécutifs, en 2004 et en 2005[réf. souhaitée]. Le gouvernement du canton de Genève, qui a refusé de tenir compte de la décision du Tribunal administratif en 2004, se voit en 2005 dans l’obligation de le réintégrer et de lui verser son salaire, y compris les sommes dues durant sa période de licenciement. Néanmoins, il n'est pas réaffecté à un poste d’enseignant[réf. souhaitée].

### Cible des services de renseignements suisses
En 2004, la police genévoise enquête sur des liens éventuels entre le Centre islamique de Genève et l'islamisme radical. À cette fin, les services secrets helvétiques parviennent à y infiltrer un agent.
En 2006, celui-ci se dénonce, dégouté après sa conversion à l'islam, et accuse le Département fédéral de justice et police d’avoir voulu compromettre illégalement Hani Ramadan, directeur du centre. Il se réfugie au Caire d'où il accorde des entretiens à la presse et affirme avoir créé de « vrais-faux messages d'appels au jihad et manipulé des fichiers informatiques du centre islamique... » « L'objectif était triple : prendre Hani Ramadan en flagrant délit, le discréditer auprès de sa communauté et localiser d'éventuels complices. »
À la suite du scandale, la commission de gestion du parlement auditionne l'ex-espion à deux reprises et après enquête réfute ses allégations,. Toutefois, des « tuyaux » « semblent accréditer [d]es liens dans cette affaire entre les services suisses et leurs homologues israéliens et américains. » « Les renseignements obtenus (...) auraient ainsi amené la compagnie aérienne israélienne El Al à interrompre pendant une semaine en décembre sa desserte de Genève, en raison de menaces d'attaques par missile [et l'ex-espion] aurait aussi fourni des indications sur un réseau de jihadistes de la région lémanique, piloté par les services secrets syriens. » Cet ex-indic n'apporte aucune preuve et il est qualifié de falsificateur de talent. Il se rapproche ensuite de Thierry Meyssan. Hani Ramadan n'est en définitive pas inquiété dans l'affaire.

## Thèses et polémiques

### Sur l'Islam
En 2002, Hani Ramadan publie dans le quotidien français Le Monde un article intitulé « La charia incomprise ». Cet article provoque de très nombreuses et vives réactions dans la presse. Dans cet article, rédigé à la suite du tollé qu'ont soulevé les lapidations de deux femmes nigérianes en 2002, il explique qu'en Islam, la lapidation "a surtout une valeur dissuasive", que ses règles sont telles qu'elle est "pratiquement irréalisable à moins que le musulman choisisse d'avouer sa faute" et que "le Prophète lui-même faisait tout pour en repousser l'application". Il parle également du sida, qu'il suggère être une punition divine à l'encontre de comportements « déviants ».

En juin 2016, il crée la polémique pour des propos qu'il aurait tenus dans une école suisse sur les femmes : « La femme sans voile est comme une pièce de 2 euros, elle passe d’une main à l’autre. » Dans un droit de réponse, Ramadan affirme que ses propos auraient cependant été déformés et explique qu'il utilise depuis longtemps cette « parabole », déjà publiée dans Le Temps en 2001 : 

« Des cultures orientales nous enseignent que lorsque l’on possède une perle précieuse, il faut la conserver avec attention... Plus une perle a de la valeur, plus on la tient à l’abri des regards indiscrets[...] Et la maisonnée qui la possède voit en elle se refléter la jeunesse, la famille et l’avenir de la communauté. Elle ne se découvre que dans la stricte intimité du couple où elle brille et resplendit de mille feux[...] La pudeur favorise ainsi un réel épanouissement sur le plan sexuel, qui n’a rien à voir avec la morne lassitude de gens gavés par le grand déballage de l’érotisme contemporain[...] On exhibe au contraire une pièce de cent sous sans trop y songer. Elle passe de mains en mains et l’on finit par n’en ressentir aucune gêne. Ternie par ce commerce, elle perd hélas, de façon si précoce, la grâce de l’innocence. Évidemment, toute femme voilée n’est pas forcément un parangon de vertu. Pas plus qu’une femme plus ou moins habillée n’est nécessairement un démon. Il reste que la modernité ne protège plus le sentiment de la pudeur, valeur essentielle qui est aux origines de notre humanité. »

### Sur l'actualité ou complotistes
Dans un texte intitulé « Vol d'organes palestiniens ? » du 23 août 2009, Hani Ramadan reprend un article du site internet d'Al-Manar, la chaîne de télévision du mouvement politique libanais Hezbollah, accusant l'État d'Israël de confisquer les cadavres des Palestiniens afin de faire commerce de leurs organes.
Hani Ramadan considère que la « logique sioniste est guerrière par essence », et « se traduit par le massacre des innocents ». Il estime également que la politique israélienne vise à « affirmer dans les faits la suprématie du peuple élu ». Enfin il pense que l'Europe est « infiltrée par Tsahal ».
Le site Conspiracy Watch rapporte que cinq jours après les attentats du 13 novembre 2015 en France il explique sur son blogue que « l'islam n'a rien à voir avec tout cela » et suggère de commencer par « surveiller le Mossad ». Le lendemain il passe au questionnement rhétorique et s'efforce de suggérer, selon le site, que toute l'affaire serait une manipulation.
En août 2015, il s'indigne dans la Tribune de Genève du fait que les trois Américains qui ont maîtrisé le forcené dans la tentative d'attentat du Thalys, soient présentés comme des « héros » et qu'ils aient pu recevoir la Légion d'honneur, pendant que des gens subissent des drames quotidiens dans la guerre civile syrienne, et présente l'événement comme « une mise en scène » dont le but serait de « rehausser le prestige des militaires américains, passablement amoindri par les agissements d’une armée qui sème la mort à grande échelle depuis des décennies partout où elle se rend,. » Son article initial ayant fait l'objet de critiques, Ramadan y répond par une tribune libre publiée dans Le Temps. Il y expose sa conviction qu'il existe bien depuis plus de trente ans un complot sioniste mis en place par Organisation sioniste mondiale (OSM) qui aurait pour objectif de porter préjudice au peuple syrien, et cite l’extrait d’un article de la revue Kivounim, publiée par l’organisation sioniste mondiale, dans lequel on peut lire notamment que « l’éclatement de la Syrie et de l’Irak […] doit être, à long terme, un but prioritaire pour Israël ». Il s’agirait selon lui « d’un document historique irréfutable, qui met à jour une stratégie ».
Le Canard Enchaîné le qualifie de « grand complotiste » et relève ses propos du 20 août 2017 sur Twitter à la suite de l'attentat de Barcelone : « Après chaque attentat, je recommande à chacun de ne pas croire aveuglement à la version officielle que nous livrent les médias depuis le 11-septembre. Les sionistes tiennent la presse et les médias. »

### Accusations d'antisémitisme
Michèle Tribalat dénonce des propos tenus par Hani Ramadan lors du 31e Congrès de l'UOIF. Selon elle, ce dernier y aurait fait plusieurs déclarations à caractère antisémite : qu'en France on a vu un ministre « qui clairement porte la kippa » s'en prendre aux femmes voilées pour condamner ensuite hypocritement des agressions de ces dernières ; que la situation en France et en Égypte, la guerre en Syrie, en Irak, au Rwanda ou en Centrafrique sont le résultat de la « barbarie sioniste » qui agirait dans « l'ombre » ; que « tout le malheur proviendrait des juifs qui n'ont qu'une idée en tête, concrétiser le rêve du grand Israël »... Hani Ramadan aurait également fait référence au danger des « lobbies financiers qui pratiquent l'usure » et qui ne compteraient « plus seulement des juifs, mais aussi les pétromonarchies arabes ».
Dans un droit de réponse publié sur son site, Hani Ramadan confirme avoir bien parlé de la « barbarie sioniste » mais nie avoir « incriminé les juifs ». Il accuse « Michele Tribalat [d']opère[r] ici sciemment un glissement qui conduit à un amalgame intellectuellement inacceptable ». Il demande « aux responsables de la rédaction du Figaro de faire savoir clairement à leurs lecteurs qu'[il n'est pas] l’auteur des propos qui [lui] sont attribués ». Et il conclut son droit de réponse en déclarant que le « chantage à l’antisémitisme ne fonctionne plus. Au nom des enfants de GAZA, nous ne nous tairons plus ».
En mars 2020, en pleine épidémie de coronavirus, il explique dans un prêche audio que l'une des causes des maladies nouvelles, et aujourd'hui du coronavirus, « est le fait que les hommes se livrent ouvertement à la turpitude, comme la fornication et l'adultère, ce qui déclenche des maladies et des épidémies nouvelles ».

## Interdiction de conférences et de territoire et gel de ses avoirs
À partir de 2016, plusieurs conférences en France d'Hani Ramadan sont annulées, notamment pour risque de « trouble à l'ordre public ». C'est le cas d'une conférence prévue à Nîmes le 17 septembre, puis de celle du Havre le 1er octobre. En février 2017, celles de Roubaix et Saint-Quentin sont annulées.
Le 7 avril 2017, il fait l'objet en France d'une interdiction administrative du territoire pour menace de l'ordre public. Il est reconduit sous escorte policière à la frontière suisse le 8 avril après avoir été interpellé à Colmar où il participait à une conférence,.
En réaction, son frère Tariq Ramadan a déclaré que deux semaines avant les élections, cette décision était électoraliste. Selon l'UOIF, la décision « soulève plus de questions qu’elle n’en résout » ; l'organisation « est attachée aux libertés et notamment à la liberté d’expression. Chacun est libre d’exprimer ses opinions dans le respect et hors de tout trouble à l’ordre public. » Esther Benbassa approuve la mesure et déclare que « dans un contexte où les jeunes manquent de repères, ce qui engendre un retour vers le religieux, souvent calme et serein, on peut tout à fait imaginer que des personnalités de ce genre ne soient plus tolérées. »
En juin 2018, ses avoirs sont gelés, pour une durée de six mois, par le gouvernement français qui utilise un article du code monétaire concernant « les personnes physiques ou morales, ou toute autre entité qui commettent, tentent de commettre, facilitent ou financent des actes de terrorisme, y incitent ou y participent,. »

## Livres

### Auteur
- Une critique de l'argument ontologique dans la tradition cartésienne, Frankfurt, Lang, 1990, rééd. 2014.
- La Femme en Islam, 1991, 2007.
- La foi musulmane, 1991, 1996, 2004.
- Les noms divins, 1994, 2006.
- Le chemin de la foi, 1996.
- Aspects du monothéisme musulman, 1998.
- L'islam et la dérive de l'Occident, 2001.
- Articles sur l'Islam et la barbarie, 2001.
- Commentaire de la sourate al-Fâtiha : commentaires et explications de la première sourate du Coran, 2002.
- La miséricorde en l'islam, 2003.
- Quarante paroles du prophète Muhammad , 2004.
- Nouveaux articles sur l'islam et la barbarie, 2005.
- À la lumière de l'islam ou L'islam en quelques mots, 2010.
- La bienfaisance envers les père et mère ou Les règles de la piété filiale en islam, 2010.
- Sermons du vendredi : rappel et exhortations, 2011.
- Islam, source de liberté, 2011.
- Le devoir de fraternité ou Comment rester unis, 2012.
- A la lumière du Coran : Juz'u `amma, 2012.
- Le Tawhîd : le monothéisme en Islam, 2013.
- Nature et spiritualité : méditations sur les plantes et les arbres, 2014.
- L'importance du vendredi ou Le meilleur des jours, 2015.
- L'éducation du cœur ou Le sens de la vie, 2015.
- La famille en islam, structure et finalité ou Comprendre et protéger le foyer, 2015.
- L'importance de la prière : et ses influences bénéfiques, 2016.
- Le croyant face aux épreuves : Le secret de la vie, 2019.
- Nouveaux sermons du vendredi : rappel et exhortations, 2021.

### Traducteur

#### Shaykh 'Abd Al-Badi Saqr
- Pureté rituelle et ablutions, 2005.
- Foi, miracles et monde caché, 2005.
- La vie familiale, 2008.
- Le jeûne, 2008.
- La prière, 2008.
- Règles morales et comportement du musulman, 2011.

#### Ahmad Ibn 'Ata Allah|Ibn Atâ Allâh al-Iskandari
- Les sagesses (Al-Hikam) suivi de Épîtres et entretiens intimes (Ar-Rasâ'il-al-Munâjât), 2014.